# رنه انجیا
رنه انجیا (انگلیسی: René N'Djeya؛ زادهٔ ۹ اکتبر ۱۹۵۳) بازیکن فوتبال اهل کامرون بود.
وی همچنین در تیم ملی فوتبال کامرون بازی کرده‌است.